# Заморозки
За́морозки — понижения температуры ниже 0 °С в приземном слое атмосферы высотой до 2 м воздуха днём. В центральных областях Европейской части России последние весенние заморозки часто наблюдаются в конце мая — начале июня, а первые осенние заморозки возможны в начале сентября. Период года от средней даты последнего весеннего заморозка до средней даты первого осеннего заморозка называют безморозным периодом. В конце весны, летом или в начале осени заморозки часто носят мозаичный или спорадический характер. Характерными признаками заморозка являются иней и лёд на лужах.

## Весенне-летние заморозки на Русской равнине
Западный перенос умеренных широт с юго-западным направлением способствует тому что изотермы последних весенних заморозков, имеющих важное значение для агрономов, имеют на Русской равнине диагональную направленность. В Московской области последний заморозок в среднем обычно случается ночью 8 мая, в Казани — 28 мая, в Коми ночные заморозки обычны даже в первой декаде июня. При этом июньские заморозки в Москве и Поволжье не так уж редки и случаются в среднем раз в 15—17 лет, а в Черноземье — не чаще чем раз в столетие.

## Механизмы процесса
Различают два типа заморозков:
1. радиационные, обусловленные охлаждением почвы вследствие эффективного излучения и наблюдающиеся наиболее часто ночью; эффективное излучение земной поверхности высоко, а турбулентность мала, что затрудняет перемешивание охлаждающегося припочвенного слоя воздуха с более тёплыми высокими слоями. Такая погода наблюдается во время антициклонов. Радиационные заморозки наблюдаются даже в тропических широтах. В частности, в пустыне Сахара, приземные ночные температуры при спокойной антициклонической погоде могут понижаться значительно ниже 0°С при дневных температурах выше +40°С.
2. адвективные, вызванные приходом более холодной по сравнению с земной поверхностью воздушной массы (адвекция холода). В отличие от радиационных, адвективные заморозки могут наблюдаться в любое время суток. В средних широтах адвективные заморозки особенно часто наблюдаются в мае. Это так называемые майские холода, связанные с вторжением арктического воздуха. Однако, такое случается и позже — в ночь с 17 на 18 июня 2015 года в Тверской области (Ржев) температура опустилась до −2… −3 градусов. В 1988 году обширный циклон вызывал мощный заток холодного воздуха на Юг Западной Сибири в ночь на 22 июня. Тогда температура в отдельных районах Алтайского края и Новосибирской области опустилась до -8°С, вызывав массовую гибель сельскохозяйственных культур (включая активно вегетирующий картофель), а также гибель листьев на деревьях.

Условия погоды, благоприятствующие заморозку (низкая влажность воздуха, слабый ветер, отсутствие облачности), создаются в антициклонах и гребнях повышенного давления. Повторяемость заморозков возрастает в низменных местах рельефа, где остаётся и задерживается охлаждённый воздух.
При заморозках наблюдается инверсия температуры, так как охлаждение воздуха происходит у земной поверхности. Заморозки более характерны для отрицательных форм рельефа, потому что в них застаивается холодный воздух, который охлаждается более продолжительное время. По этой причине в предгорных субтропиках Крыма и Кавказа ценные культурные плантации размещены не на уровне моря, куда по горным ущельям стекается холодный воздух, а на высотах около 200 м выше его.
Особенности микроклимата следует учитывать при посадках растений на холмистой местности, где в морозные ночи на вершинах холмов температура бывает на 2, 3, а то и на 6,5 °C выше температуры в низинах. Во время ночных и утренних заморозков верхний слой почвы может промораживаться на глубину до 1 см.

## Влияние заморозка на растения
Считается, что если продолжительность заморозков больше четырёх часов, то это представляет опасность для цветущих плодовых деревьев и кустарников. А заморозки интенсивностью −5 °C и ниже могут вызвать повреждения всходов льна, при −6… −7 °C начинается повреждение всходов сахарной свёклы, также могут быть повреждены всходы кукурузы самых ранних сроков сева. Особенно чувствительны к заморозкам такие овощные культуры как: тыквенные (огурцы, кабачки), паслёновые (томаты, картофель), у которых наблюдается отмирание листьев или всей надземной части растения. В целом, заморозки имеют неблагоприятные последствия для сельскохозяйственных культур. Для предотвращения их негативного воздействия разработано несколько методов:
1. созданием дымовой завесы из тлеющей полувлажной соломы над полем или садом можно понизить эффективное излучение земной поверхности.
2. закрытием специальной плёнкой или созданием соломенного навеса можно добиться такого же эффекта.
3. специальные грелки существенно повышают температуру нижних слоёв воздуха.
4. Для защиты низкорослых ягодных кустарников и цитрусовых применяется полив, который способствует тому, что температура не опускается ниже −2… −3 °С.
5. Для защиты картофеля применяется окучивание: после повреждения ботвы она отрастает от клубней вновь.
6. Возделывание некоторых культур в парниках и теплицах.

Заметим, что данные методы в большей степени стоит применять для сельскохозяйственных наделов в низинах.

## Уровни морозоустойчивости культур
| Культура | до —9°С                  | до —7°С            | до —5°С   |
|          | Петрушка, Анютины глазки | Лук, Укроп, Шпинат | Сельдерей |

Все эти культуры имеют высокий уровень морозоустойчивости благодаря высокой концентрации полисахаридов в листьях, которые играют роль антифриза. Клубни бататов и картофеля при заморозках обычно не повреждаются и прорастают вновь после сильного повреждения ботвы.